# Âm môi răng
Trong ngữ âm học, âm môi-răng (tiếng Anh: labioddental consonant) là những phụ âm được phát âm bằng môi dưới và răng trên.

## Ví dụ
Hiệp hội Ngữ âm Quốc tế (IPA) phân biệt các biến thể âm môi-răng sau:
| IPA | Tên                           | Ví dụ    | Ví dụ                              | Ví dụ                              | Ví dụ                              |
| IPA | Tên                           | Ngôn ngữ | Chính tả                           | IPA                                | Nghĩa                              |
| --- | ----------------------------- | -------- | ---------------------------------- | ---------------------------------- | ---------------------------------- |
| p̪   | âm tắc môi răng vô thanh      | Hy Lạp   | σάπφειρος                          | [ˈsap̪firo̞s̠]                        | xa-phia                            |
| b̪   | âm tắc môi răng hữu thanh     | Sika     | Âm đồng vị của /ⱱ/ khi phát âm kỹ. | Âm đồng vị của /ⱱ/ khi phát âm kỹ. | Âm đồng vị của /ⱱ/ khi phát âm kỹ. |
| p̪͡f  | âm tắc xát môi răng vô thanh  | Tsonga   | N/A                                | [tiɱp̪͡fuβu]                         | các con hà mã                      |
| b̪͡v  | âm tắc xát môi răng hữu thanh | Tsonga   | N/A                                | [ʃileb̪͡vu]                          | cằm                                |
| ɱ   | âm mũi môi răng               | Anh      | symphony                           | [ˈsɪɱfəni]                         | bàn nhạc giao hưởng                |
| f   | âm xát môi răng vô thanh      | Việt     | pháo                               | [faːw˧ˀ˥]                          | pháo                               |
| v   | âm xát môi răng hữu thanh     | Việt     | và                                 | [vaː˨˩]                            | và                                 |
| ʋ   | âm tiếp cận môi răng          | Hà Lan   | wang                               | [ʋɑŋ]                              | má                                 |
| ⱱ   | âm vỗ môi răng                | Mono     | vwa                                | [ⱱa]                               | gửi                                |
| ʘ   | âm mút môi răng               | Nǁng     | ʘoe                                | [ʘ̪oe]                              | thịt                               |

## Tần suất
Những âm môi răng duy nhất phổ biến như âm vị là âm xát và tiếp cận. Âm vỗ môi răng là âm vị trong hơn mười thứ tiếng, nhưng chỉ có mặt ở ngôn ngữ miền trung và miền đông nam của châu Phi. Với cách phát âm khác thì âm đôi môi (thành viên khác của loại âm môi) phổ biến hơn.
Âm [ɱ] khá phổ biến, nhưng trong mọi (hay gần như mọi) thứ tiếng mà có âm này thì âm này chỉ là âm đồng vị của âm /m/ trước phụ âm môi răng như /v/ hay /f/. Nó được báo cáo là có mặt như âm vị trong ngôn ngữ địa phương thuộc tiếng Teke, nhưng báo cáo tương tự trong quá khứ luôn bị chứng minh không đúng.
Một thổ ngữ của tiếng Tsonga là tiếng XiNkuna có đôi âm tắc xát môi răng là âm vị. Trong một vài thứ tiếng khác, như tiếng Xhosa, âm tắc xát môi răng có thể có mặt trong vai trò là âm đồng vị của âm xát. Âm tắc xát ấy khác biệt với âm tắc xát đôi môi-môi răng <pf> của tiếng Đức, mà bắt đầu với âm p đôi môi. Hai âm tắc xát này cũng là âm hiếm có.
Không có thứ tiếng nào được xác nhận có âm tắc môi răng là âm vị riêng biệt. Âm ấy thỉnh thoảng được viết bằng ȹ ȸ.